# Emhouse (Texas)
Emhouse es un pueblo ubicado en el condado de Navarro en el estado estadounidense de Texas. En el Censo de 2010 tenía una población de 133 habitantes y una densidad poblacional de 191,61 personas por km².

## Geografía
Emhouse se encuentra ubicado en las coordenadas 32°9′41″N 96°34′37″O / 32.16139, -96.57694. Según la Oficina del Censo de los Estados Unidos, Emhouse tiene una superficie total de 0.69 km², de la cual 0.69 km² corresponden a tierra firme y (0.37%) 0 km² es agua.

## Demografía
Según el censo de 2010, había 133 personas residiendo en Emhouse. La densidad de población era de 191,61 hab./km². De los 133 habitantes, Emhouse estaba compuesto por el 71.43% blancos, el 2.26% eran afroamericanos, el 0% eran amerindios, el 0% eran asiáticos, el 0% eran isleños del Pacífico, el 22.56% eran de otras razas y el 3.76% pertenecían a dos o más razas. Del total de la población el 26.32% eran hispanos o latinos de cualquier raza.